# تپه دژ مریج
تپه دژ مریج مربوط به دوره اشکانیان است و در شهرستان اندیمشک، بخش الوار گرمسیری، دهستان حسینیه، روستای دژ مریج واقع شده و این اثر در تاریخ ۶ اسفند ۱۳۸۵ با شمارهٔ ثبت ۱۷۶۰۰ به‌عنوان یکی از آثار ملی ایران به ثبت رسیده است.